# ZIG☆ZAG
『ZIG☆ZAG』（ジグザグ）は、なかじ有紀による日本の漫画作品。
『LaLa』（白泉社）にて連載された。全9巻。

## あらすじ
主人公・朝倉太陽は花が好きな高校1年生。両親が沖縄へ転勤になったため入学した私立青風学園の男子寮に入寮する。同室は生け花・桐花流の嫡男であるマイペースでクールな桐原苑生、隣室は小学校以来に再会した友人・諏訪巽己。 そしてクラスでは巽己と同じ中学であった剣淵佐帆や小田切芽とも仲良くなっていく。
学園生活や周囲の人々を通じて、太陽は花の道へと進んでいく。

## 登場人物
朝倉 太陽（あさくら たかあき）
本作の主人公。風見寮211号室で苑生と同室。15歳。明るい性格。身長157cmと小柄（180cmを希望しているが無謀と作品の中のキャラ紹介で書かれている）。通称：太陽（たいよう）。そのままでも女子に見えるほどかわいい顔立ちをしており、度々作品の中で仁などに女装させられる（本人は嫌がっている）。女装姿で文化祭の衣装コンテストに出た際は女子を差し置いてその年の「青風クイーン」に選ばれた。両親は仕事の都合で沖縄にいる。当初は従姉の茉莉花に淡い想いを寄せていたが(街に残ったのもそのため)、結局想いを告げることもなく終わる。同級生の剣淵佐帆と関わっていくうちにお互いに意識する様になり、2年の文化祭で起きた事件をきっかけに交際する。最終話では苑生とともにフラワーショップを開店している。
桐原 苑生（きりはら そのお）
風見寮211号室。クールで超絶マイペース。生け花桐花流宗家の嫡男。15歳。身長180cmと太陽とは対照的に大柄。通称：桐原。双子の弟：悠生がいる。そのルックスから女生徒にかなりの人気があるが、本人は意に介さない。伝統の上だけを歩いていると感じた自分の家に嫌気がさし、勘当同然で家を飛び出し青風学園に入学した。当初はほとんど周りと関わろうとしなかったが、太陽と関わっていくうちに変わっていく。諏訪の妹:桜子に一方的に好かれている。高校卒業後はパリに行くつもりらしい。最終話では太陽とともにフラワーショップを開店している。
剣淵 佐帆（けんぶち さほ）
太陽らとクラスメイト。通称：剣淵、佐帆など。身長は太陽と同じ位。ラクロス部に所属し、大学はラクロス強豪校のS大を狙っている。風見寮寮長、神原仁のいとこで、仁に好かれている。見た目は可愛いが、その男勝りな性格故に周りから女子と意識されることが少ない。芽のような可愛い感じの容姿に憧れているらしい。太陽の彼女。芽の親友。
神原 仁（かんばら じん）
風見寮寮長。通称：ジンジン、仁など。女の子に超がつくほどモテるが、本人の目には佐帆しか見えていないように思われる。ちなみに佐帆とはいとこ関係。お調子者で王様キャラだが、弱点も多い。蜘蛛は見ると気絶してしまうほど苦手。太陽がホモと言う意味ではないが、好き。風見寮近くの大学に進み、寮に毎週通っているらしい。
諏訪 巽己（すわ たつき）
太陽の友達。風見寮生。通称：諏訪ボン、諏訪など。部屋は太陽らの部屋の隣室。太陽や佐帆らと1人だけクラスが違う。幼少の頃は太陽とご近所さんで仲が良かった（今悪いわけではない）。芽LOVEで芽の彼氏。バスケ部に所属している。見た目とは違い、有言実行型らしい。5人兄弟でそのうち出てくるのが花屋の兄：日向と苑生LOVEな妹:桜子。家は沖縄で超有名な「SWAN.G」というお店をやっている。
小田切 芽（おだぎり めい）
太陽らとクラスメイト。通称：芽。合唱部所属で、漫画中で一度だけソロで歌ったことがある。諏訪の彼女。弟の葉と茎がいる。二の腕フェチで、冬服から夏服に制服が衣替えされた際には、ものすごく観察していた。色白で、全体的に細め。
鯨井 寛（くじらい ひろし）
ジンジンと同級生で、太陽たちの先輩。通称：カンちゃん。ジンジンの親友で、寮の部屋は同室。作者曰く、ZIG☆ZAG1のサド男。寮の影の実力者。ジンジン曰く、鯨井の血の色は緑色らしい。
諏訪 日向（すわ ひなた）
太陽と苑生のバイト先「アトリエひなた」の経営者。諏訪ボンの2番目の兄。色々なコンテストで優勝するほどの腕の持ち主。苑生の父：桐原昇山の大ファンで、初めて本物を見たときはかなり驚いていた。お客のある女性に恋をしていたが、その女性が結婚した為、失恋した。
桐原 悠生（きりはら ゆうき）
苑生の双子の弟。普段はおだやかでおとなしめだが、スイッチが入るとものすごく熱くなる。自分は出来ないやつだ、と思っている。ブラコンであり、ファザコン。父は桐原昇山。
藤沢 茉莉花（ふじさわ まりか）
太陽の従姉。19歳。グリーンオフィス「HEAVEN」のバイト。植物LOVEな天然娘。
「HEAVENカンパニー」の主人公。
桐原 昇山（きりはら しょうざん）
苑生と悠生の父。華道桐花流の家元で、38歳。妻：瞳子とはラブラブで、そのことを隠そうと子どもには厳格に接してはいるものの、そのことはばれている。（恐らく本人は気づいていない）
御手洗 柊太（みたらい しゅうた）
桂山高校園芸科2年生。フラワーアレンジを専攻している。和歌山の旅館で太陽のことを女だと間違え、一目ぼれしたが男だと分かり、失恋した（作者曰く、可哀想な男。）。お手洗いなどと言われてからかわれるため、自分の名前がきらい。

## ドラマCD
『LaLa』2005年9月号付録LaLa キラメキ☆ドラマCDに収録された。
キャスト
- 朝倉太陽：保志総一朗
- 桐原苑生：諏訪部順一
- 神原仁：石田彰